# Simion Schobel
Simion Schobel, nemško-romunski rokometaš, * 22. februar 1950.
Leta 1972 je na poletnih olimpijskih igrah v Münchnu v sestavi romunske rokometne reprezentance osvojil bronasto olimpijsko medaljo.